# 下寺镇
下寺镇，是中华人民共和国四川省广元市剑阁县下辖的一个乡镇级行政单位。2020年5月，撤销上寺乡，将原上寺乡和汉阳镇青松村、锁溪村、顺风村、金星村、中心村、二龙村以及剑门关镇双旗村、剑城村所属行政区域划归下寺镇管辖。

## 行政区划
下寺镇下辖以下地区：
修城坝社区、沙溪坝社区、雷鸣社区、渡口社区、下寺村、友于村、冠京村、风垭村、三江村、大桥村、麻柳村、窑沟村、空木村、石瓮村、五台村和硝厂村。